# Automeris mineros
Automeris mineros – gatunek motyla z rodziny pawicowatych i podrodziny Hemileucinae.

## Taksonomia
Gatunek ten opisany został po raz pierwszy w 2021 roku przez Thibauda Decaënsa, Rodolphe Rougerie i Diego Bonillę na łamach ZooKeys, w artykule współautorstwa Frédérica Bénéluza i Liliany Ballesteros-Mejii. Opisu dokonano na podstawie okazów odłowionych w 2002 roku w Vereda Caviche na terenie kolumbijskiego departamentu Boyacá.
A. mineros zajmuje pozycję siostrzaną dla A. belizonensis, a tworzony przez te gatunki klad pozycję siostrzaną dla A. llaneros.

## Morfologia

### Owad dorosły
Motyl ten osiąga od 77 do 94 mm rozpiętości skrzydeł. Głowę ma ciemnobrązową z pomarańczowobrązowymi głaszczkami i czułkami.
Wierzch tułowia jest ciemnobrązowy, zaś na jego spodzie występują czerwonopomarańczowe łuski włosowate. Skrzydło przednie jest wydłużone z zaokrąglonym wierzchołkiem i prostą lub prawie prostą krawędzią zewnętrzną. Jego tło jest u samca pomarańczowobrązowe, miejscami z opyleniem żółtym i różowym, zaś u samicy ciemno fioletowobrązowe, miejscami z jasnoszarym opyleniem. Linie przedśrodkowa i zaśrodkowa są żółte, przy czym ta pierwsza u samca jest niemal niewidoczna. Znak dyskowo-oczny jest prostokątny i ciemniejszy od tła. Spód przedniego skrzydła jest u samca głównie matowo pomarańczowy z ciemnobrązową częścią wierzchołkową, u samicy zaś jasnopomarańczowobrązowy. Żyłki zaznaczone są pomarańczowymi łuskami. Linia zaśrodkowa u samca jest ciemnorudobrązowa, zaś u samicy ciemnobrązowa. Znak dyskowo-oczny jest duży, czarny z białą plamką środkową, u samca otoczoną rozmytą obrączką z żółtych łusek. Skrzydło tylne u samca ma część nasadowo-środkową jaskrawo pomarańczowo-czerwoną z położoną pośrodku plamką oczną o białej źrenicy, ciemnobrązowej tęczówce oraz trzech obwódkach: czarnej, żółtej i czarnej. U samicy część nasadowo-środkowa skrzydła jest brązowawoczerwona, a plamka oczna nieco bardziej matowa. Linia zaśrodkowa jest czarna, półksiężycowata, miejscami obramowana żółtymi łuskami. Część zaśrodkowa skrzydła ma taką samą barwę jak nasadowo-środkowa. Przepaska marginalna jest pomarańczowobrązowa i porośnięta żółtymi łuskami. Spód skrzydła tylnego jest jasnobrązowy, u samca opylony łuskami żółtymi, a u samicy żółtymi do różowych. Żyłki w częściach odsiebnych zaznaczone są pomarańczowymi łuskami. Komórka dyskalna zawiera małą, białą kropkę.
Odwłok jest ciemnopomarańczowobrązowy, z wierzchu porośnięty włosowatymi łuskami o barwie ciemnobrązowej. Genitalia samca charakteryzują się sięgającym nieco za wierzchołek walw i zaopatrzonym w rozwidlony guzek grzbietowy unkusem, ostrym i słabo wykształconym płatem grzbietowym walwy, wklęśniętą i zaopatrzoną w drobny wyrostek pośrodkowy krawędzią tylną płytki środkowej gnatosa, krótkim i na przedzie ściętym sakusem oraz prostym fallusem o słabo wykształconej wezyce.

### Stadia rozwojowe
Jajo jest spłaszczone, ma 2 mm średnicy i 0,8 mm wysokości. Ubarwione jest biało z czarnymi mikropylami.
Występuje sześć stadiów larwalnych. Świeżo wykluta gąsienica ma 4 mm długości ciała, natomiast ostatecznie osiąga od 35 do 40 mm. Głowa do czwartego stadium jest czarna, zaś w dwóch ostatnich stadiach zielona. Ciało w pierwszym stadium jest jasnożółte z czarnymi kolcami. Drugie stadium ma wierzch ciała brązowawożółty, spód żółty, a kolce ciemnobrązowe. Trzecie stadium różni się zielonkawożółtym spodem ciała. Czwarte stadium ma wierzch ciemnobrązowy z jasnozielonymi pasami, spód jasnozielony, a kolce ciemnobrązowe do czarnych. Piąte i szóste stadium jest jasnozielone z różowymi znakami, białawymi paskami z czarnymi obrzeżeniami oraz jasnozielonymi kolcami.
Poczwarka ma od 24 do 37 mm długości i ciemnobrązowe ubarwienie. Ukryta jest w beżowym oprzędzie.

## Występowanie i ekologia
Owad neotropikalny, endemiczny dla Kolumbii, znany tylko z miejsca typowego w andyjskim paśmie Cordillera Oriental. Spotykany na wysokości 1500 m n.p.m. W warunkach hodowlanych gąsienice żerują na dębach i ogniku Pyracantha rogersiana.